# Simon Ives
Simon Ives, thường được gọi là Yves (1600-1662) là nhà soạn nhạc và nghệ sĩ organ người Anh. Ông là người làm việc trong cung điện của Charles I của Anh. Ông sáng tác các cuộc đối thoại ở đồng quê, bài hát, glee và các sáng tác dành cho organ. Ông cũng sáng tác cho các nhà hát và một số lượng đáng kể dành cho viol độc tấu hoặc là được sao chép cho độc tấu viol.